# Balasana

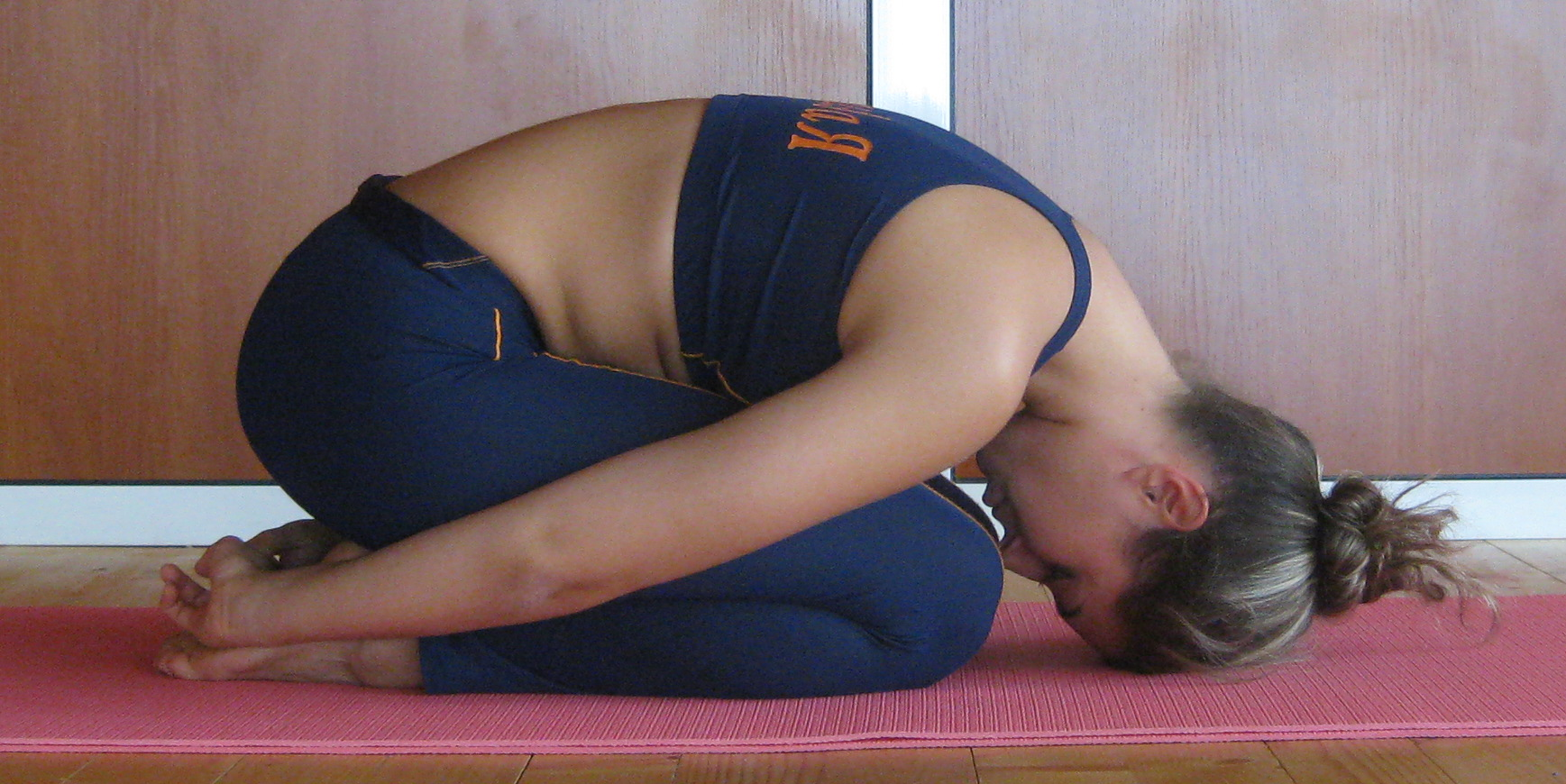
Bālāsana.

Bālāsana (en sanskrit : बालासन), ou « posture de l'enfant », est une posture de yoga. Bālāsana est un āsana inversé de plusieurs positions et est régulièrement effectué avant ou après Sālamba Śīrṣāsana.

## Étymologie et origines
Le nom provient des mots en sanskrit « बाल » (bāla, « enfant ») et « आसन » (āsana, « posture »).
Bālāsana n'est pas décrit avant le XXe siècle. Une position similaire est décrite dans Primary Gymnastics (1924) de Niels Bukh,.
Au XIXe siècle, Ānanda Bālāsana (« posture du bébé heureux ») est associée à Kandukāsana (« posture du ballon ») dans le Śrītattvanidhi.

## Description
À partir d'une position à genoux, le front est déposé au sol et les bras sont détendus le long du corps, à côté des genoux, paumes vers le haut. Les fesses sont appuyées sur les talons et le dessus des pieds est sur le sol. C’est une position particulièrement reposante.

## Variantes

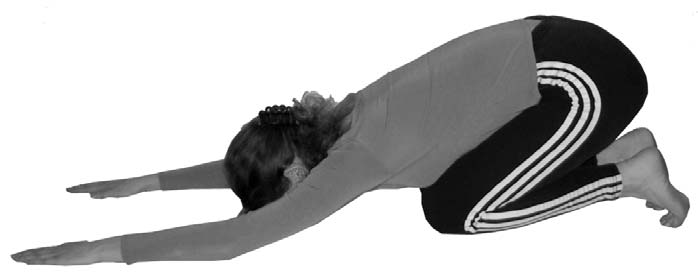
Variante avec les bras vers l'avant et les orteils plantés au sol.

Les genoux peuvent être collés ou séparés. Plutôt que le long du corps, les bras peuvent aussi être allongés parallèles de part et d'autre de la tête, paumes au sol en avant.
On peut soulager un certain inconfort au niveau du cou et des épaules en plaçant une serviette roulée entre les fesses et les talons et en plaçant les avant-bras croisés devant soi au sol afin d'y appuyer le front.
Quant à elle, la variante Uttāna Shishosana (« posture du chiot allongé ») consiste à appuyer les avant-bras au sol, parallèles de chaque côté de la tête et paumes au sol en avant du front, tout en gardant les cuisses droites, ce qui donne une posture intermédiaire entre Bālāsana et Adho Mukha Śvānāsana (« posture du chien tête en bas »).

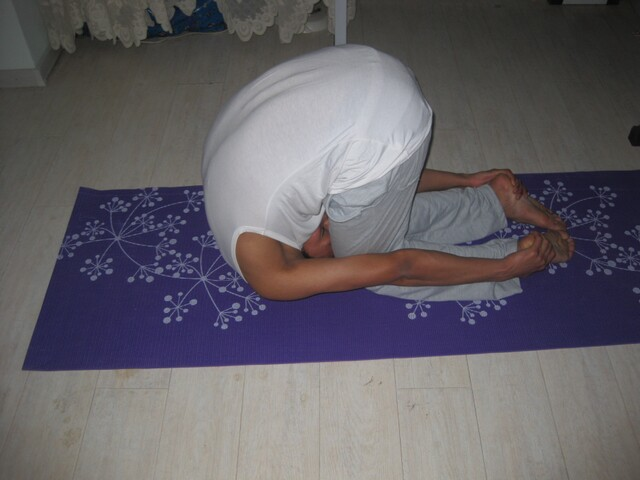
Śasāṁgāsanā.

Śasāṁgāsanā (« posture du lapin »), pratiquée en Bikram yoga, amène à lever le coccyx jusqu'à ce que les cuisses soient verticales et que la tête se retrouve près des genoux, alors que les bras saisissent les pieds, ce qui crée une forte flexion de l'épine dorsale.

### Inverse

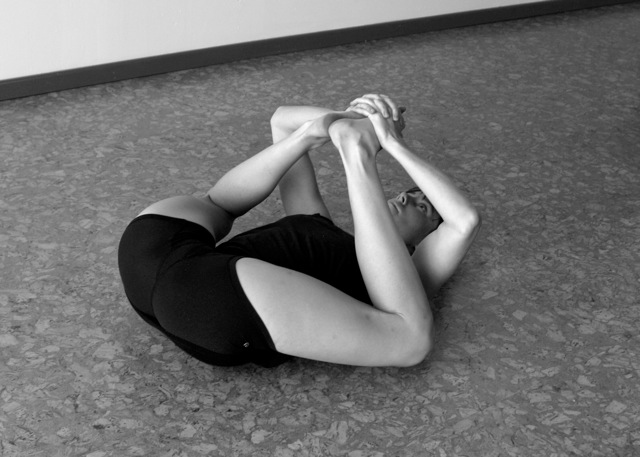
Ānanda Bālāsana.

Une forme inversée de Bālāsana est l'Ānanda Bālāsana (« posture du bébé heureux »). Elle consiste à se coucher sur le dos, plier les genoux, prendre ses orteils dans ses mains en passant ses bras à l'extérieur de ses cuisses et à osciller de gauche à droite sur le dos.